# Stoob
Stoob (ungarisch Csáva, kroatisch Štuma) ist eine Marktgemeinde im Bezirk Oberpullendorf im Burgenland in Österreich.

## Geografie
Die Gemeinde liegt im Mittelburgenland im Stooberbachtal. Stoob ist der einzige Ort in der Gemeinde. Zu Stoob zählt auch der Ortsteil Stoob-Süd, der an Oberpullendorf angebaut ist.
Nachbargemeinden:
| Neutal    | Unterfrauenhaid                             | Raiding        |
|           | Kompassrose, die auf Nachbargemeinden zeigt | Großwarasdorf  |
| Draßmarkt | Steinberg-Dörfl                             | Oberpullendorf |

## Geschichte
Vor Christi Geburt war das Gebiet Teil des keltischen Königreiches Noricum und gehörte zur Umgebung der keltischen Höhensiedlung Burg auf dem Schwarzenbacher Burgberg.
Später unter den Römern lag das heutige Stoob dann in der Provinz Pannonia.
Der Ort gehörte wie das gesamte Burgenland bis 1920/21 zu Ungarn (Deutsch-Westungarn). Seit 1898 musste aufgrund der Magyarisierungspolitik der Regierung in Budapest der ungarische Ortsname Csáva verwendet werden. Nach Ende des Ersten Weltkriegs wurde nach zähen Verhandlungen Deutsch-Westungarn in den Verträgen von St. Germain und Trianon 1919 Österreich zugesprochen. Der Ort gehört seit 1921 zum neu gegründeten Bundesland Burgenland (siehe auch Geschichte des Burgenlandes).
 Marktgemeinde ist Stoob seit 1. Mai 1979.

## Kultur und Sehenswürdigkeiten

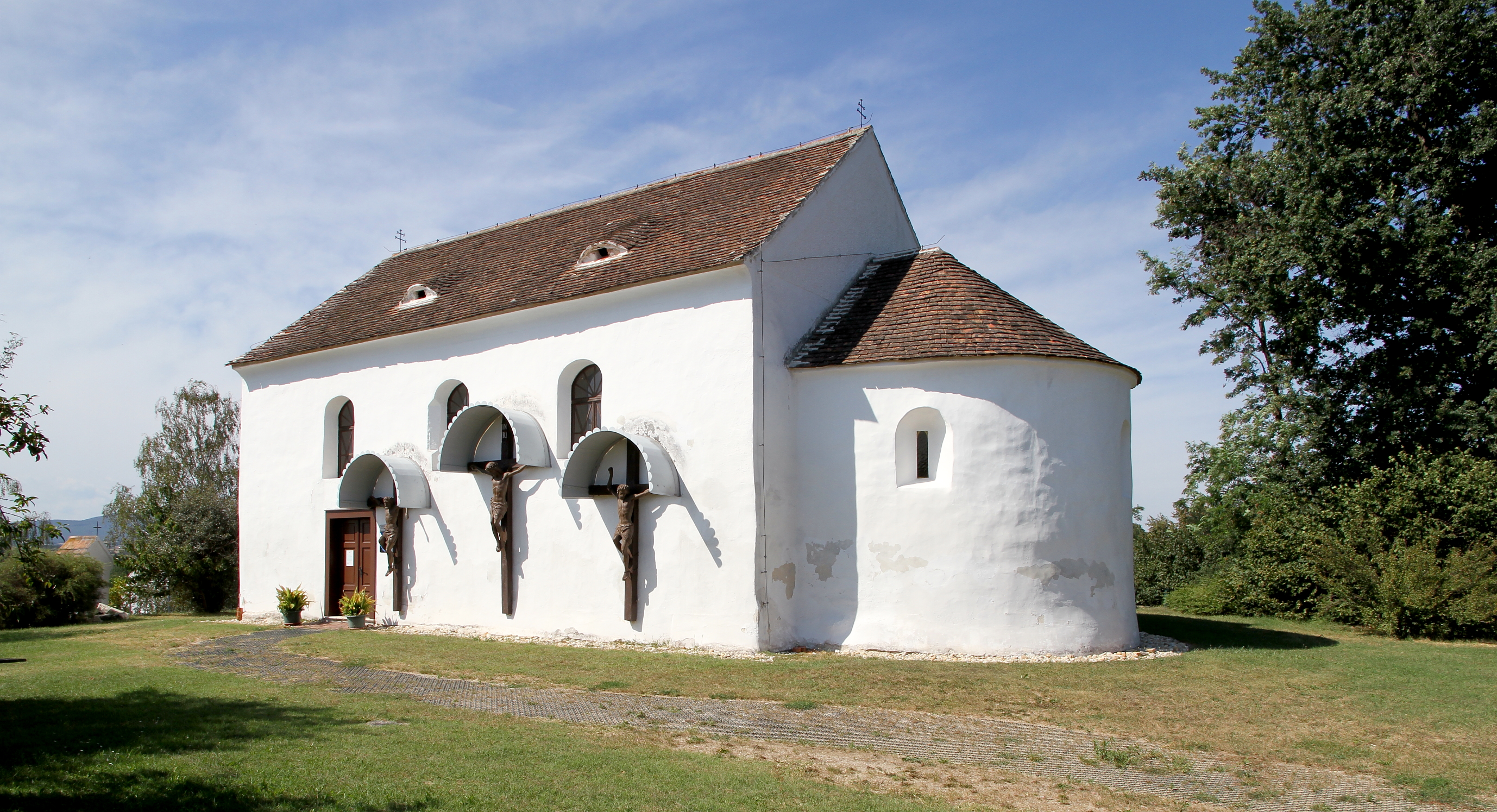
Bergkirche

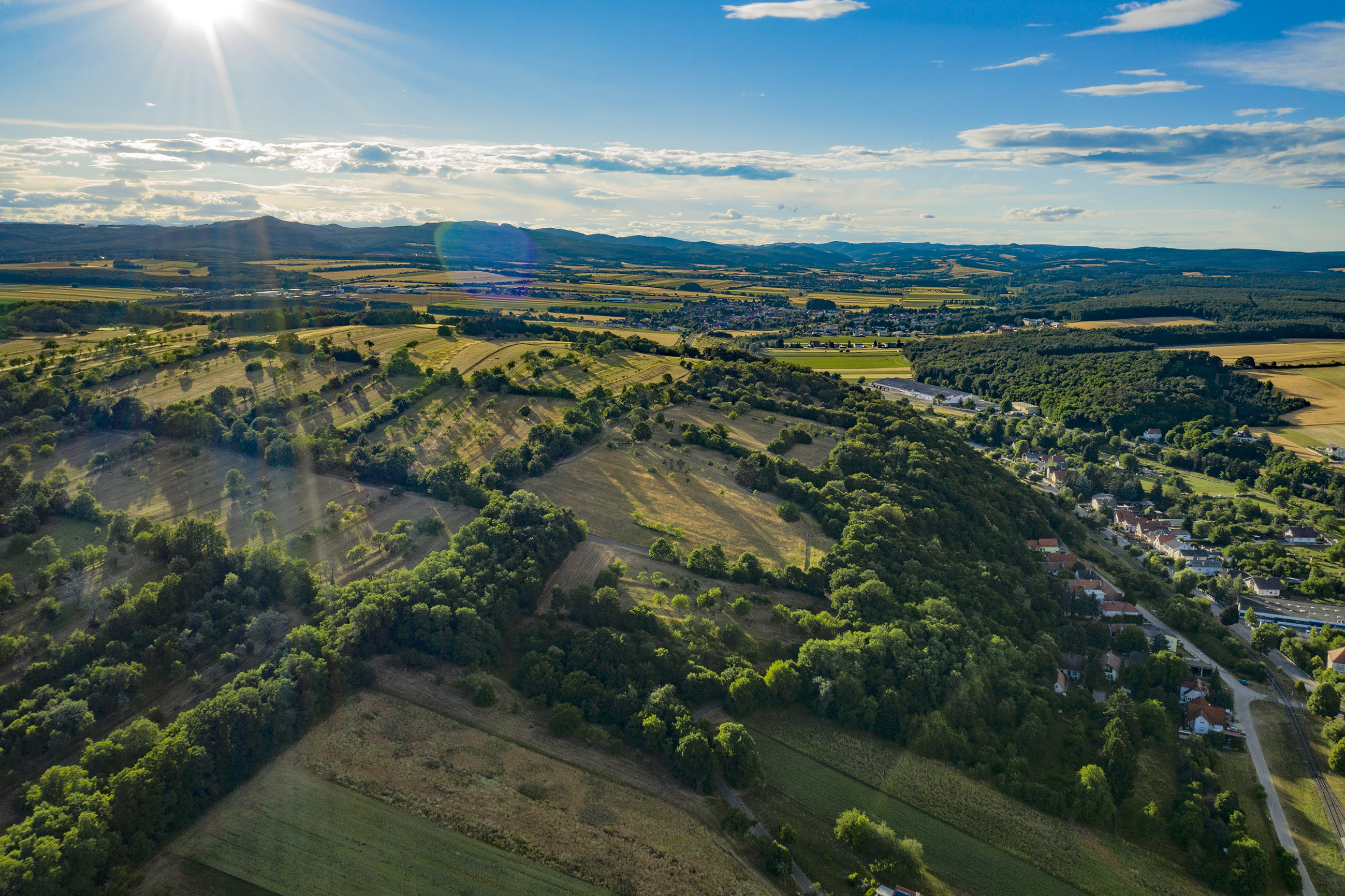
Stoober Biri

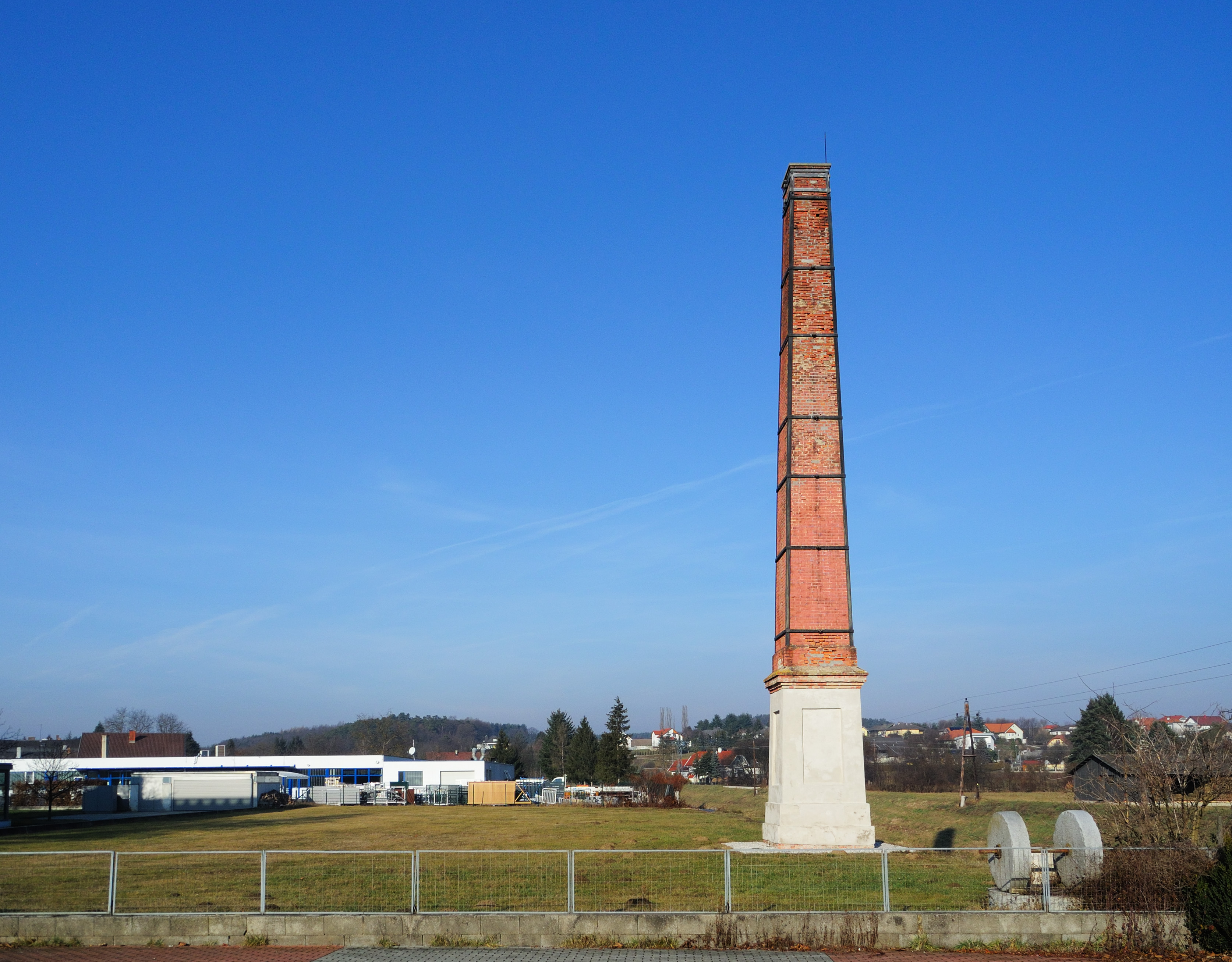
Turm der ehemaligen Tonwarenfabrik in Stoob

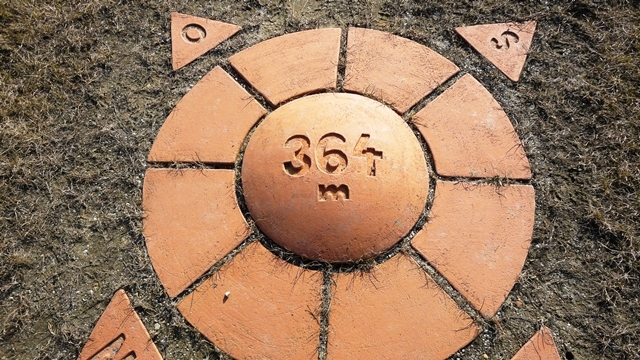
Gipfelpunkt Noplerberg: Höchster Punkt in Stoob

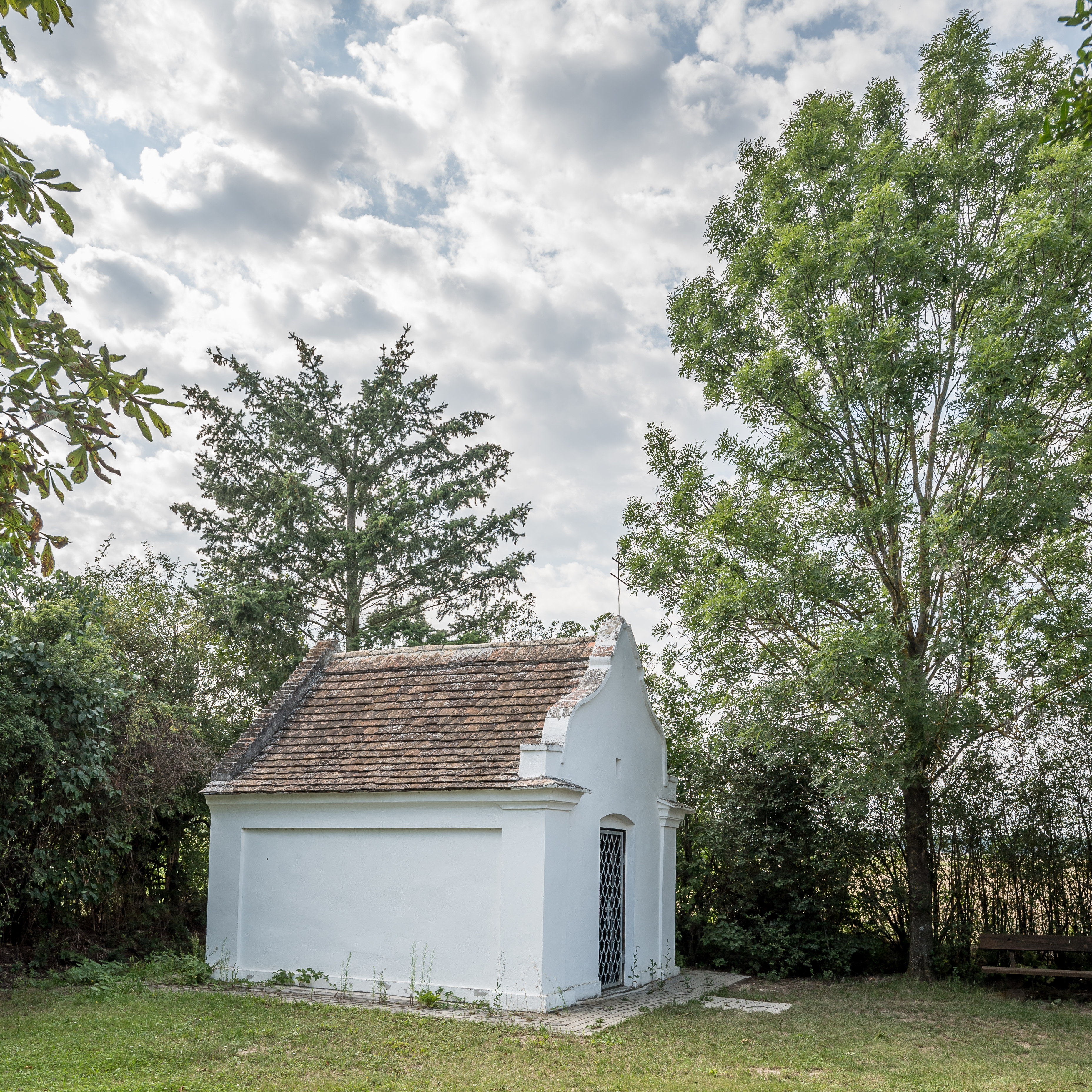
Rosaliakapelle, auch Pest- oder Rochuskapelle

- Bergkirche hl. Johannes der Täufer (ehemalige kath. Pfarrkirche aus dem 13. Jahrhundert)
- Römisch-katholische Pfarrkirche Johannes der Täufer (aus 1959)
- Evangelische Pfarrkirche A.B. (Christus-Kirche) (aus 1962)
- Evangelisches Pfarrhaus (aus 1786 bzw. 1830), aktuell (2012) befindet sich darin das Evangelische Diözesanmuseum.[3]
- Friedhof mit Kalvarienbergstationen (aus 1889)
- Töpfermuseum Stoob
- Naherholungsgebiet Biri am Noplerberg[4] (mit rund hundert Hektar das größte zusammenhängende Streuobstwiesengebiet im Burgenland und seit 2013 Landschaftsschutzgebiet[5])
- Keramikbrunnen von Erich Weissberg (aus 1978) oder Töpferbrunnen[6]
- Pestkapelle (aus 1737), auch Rosaliakapelle oder Rochuskapelle.[7]
- Alte Tonwarenfabrik[8] (aus 1895) mit ortsbildprägendem Industrieturm

## Wirtschaft und Infrastruktur
Stoob ist seit dem 17. Jahrhundert bekannt für sein Hafnerhandwerk. In einem Grundbuch des Feudalherrn Lippay de Zombor ist 1676 ein Thoma Paur als Hafner in Stoob verzeichnet. Zunftkrug aus 1619 und Zunfttruhe mit Bruderschaftsbuch und anderen Dokumenten aus 1846 sind erhalten. Gemäß einer amtlichen Zuschreibung der Zünfte aus 1851 fiel auf jedes vierte Haus ein Hafnermeister.
Das Wappen enthält dominant einen Keramikkrug, regional bekannt als Stoober Plutzer (siehe Wappenbeschreibung).
1895 wurde die Esterházysche Tonwarenfabrik errichtet, seit 1893 gab es eine Tongewerbefachschule. 1903 bestand das Dorf aus 220 Häusern, wovon in 27 die Hafnerei betrieben wurde. In der Zeit vor dem Ersten Weltkrieg war Stoob durch eine Tonwarenfabrik und eine Tongewerbefachschule ein Zentrum des Hafnergewerbes.
Mehrere Töpferbetriebe sowie die 1956 gegründete, 1959 als Neubau initiierte Landesberufsschule für Keramik (nunmehr: Landesfachschule für Keramik und Ofenbau Stoob), die einzige dieser Art in Österreich, heben die ungebrochene Bedeutung dieses Handwerks für die Marktgemeinde hervor. Darüber hinaus werden für Interessierte Töpferkurse angeboten.
2022 erfolgte unter der Leiterin Anita Wolf ein Neubau des Schulgebäudes und eine Modernisierung der Lehrpläne der „Fachschule für Fliese, Keramik und Ofenbau“ (Ceramico Campus) die über Kurse auch Erwachsenenbildung betreibt. Ein 100-Betten-Internat des Landes ist angeschlossen.
An derselben Adresse sitzen die Ceramico Burgenland GmbH, gegründet Dezember 2021, mit Produktion, Prüfstelle und Technikum, sowie der Ceramico Fliesenverband, ein Dienstleister für Hersteller und Sachverständige.

### Wirtschaftssektoren
Von 1999 bis 2010 reduzierte sich die Anzahl der landwirtschaftlichen Betriebe im Haupterwerb um die Hälfte, die der Betriebe im Nebenerwerb um zwei Drittel. Im Produktionssektor arbeiten beinahe zwei Drittel der Firmen im Baugewerbe, drei Viertel der Mitarbeiter dieses Sektors sind jedoch mit der Herstellung von Waren beschäftigt. Der größte Arbeitgeber ist der Dienstleistungssektor, hier vor allem der Handel (Stand 2011).
| Wirtschaftssektor            | Anzahl Betriebe | Anzahl Betriebe | Erwerbstätige 2) | Erwerbstätige 2) |
| Wirtschaftssektor            | 2011            | 2001            | 2011             | 2001             |
| ---------------------------- | --------------- | --------------- | ---------------- | ---------------- |
| Land- und Forstwirtschaft 1) | 16              | 32              | 10               | 7                |
| Produktion                   | 38              | 30              | 396              | 466              |
| Dienstleistung               | 96              | 78              | 475              | 462              |

| 1) Betriebe mit Fläche in den Jahren 2010 und 1999, 2) Erwerbstätige am Arbeitsort Von den 696 Erwerbstätigen, die in Stoob wohnen, arbeiten 213 in der Gemeinde und 483 Personen pendeln aus. Von anderen Gemeinden pendeln 668 Menschen zur Arbeit nach Stoob (Stand 2011). | Die zur Anzeige dieser Grafik verwendete Erweiterung wurde dauerhaft deaktiviert. Wir arbeiten aktuell daran, diese und weitere betroffene Grafiken auf ein neues Format umzustellen. (Mehr dazu) |

- In Stoob gibt es einen Kindergarten.[16]
- Die Volksschule bietet Englisch als verbindliche Übung ab der ersten Klasse an.[17]
- 1925 wurde die Hauptschule Stoob errichtet.[18]

Dieses Gebäude wird heute als Wohngebäude genutzt. 
1972 begann der Neubau der Hauptschule an einem neuen Standort, der 1975 eröffnet wurde und bis heute als Sammelschule mehrerer Gemeinden dient.
Ab dem Schuljahr 2009/2010 wird diese als Neue Mittelschule mit den Schwerpunkten Berufsorientierung, Sprachen und Neue Lernkultur geführt. Das neue Schulgelände beherbergt heute auch die Volksschule und den Kindergarten.

## Politik

### Gemeinderat

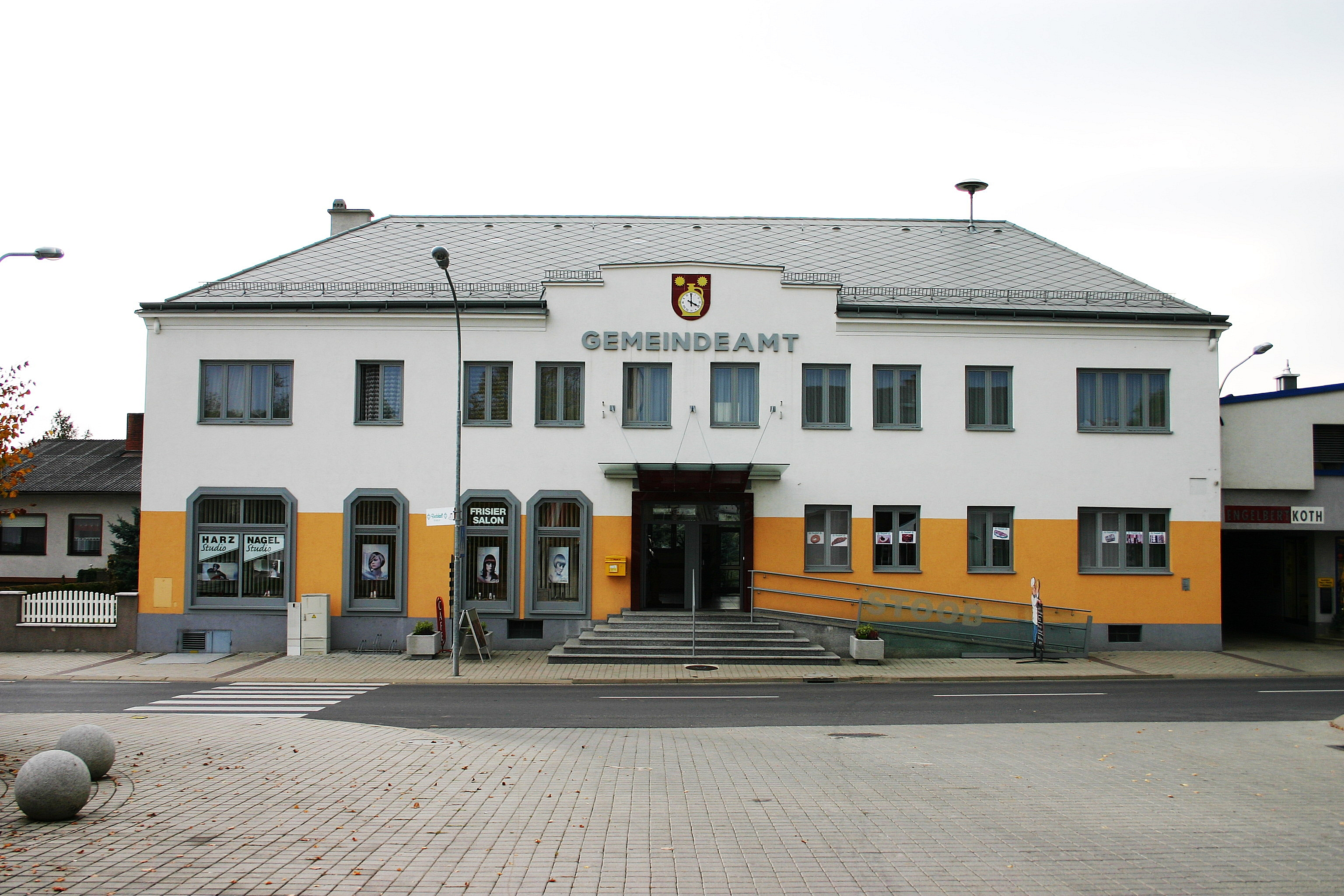
Gemeindeamt Stoob

Der Gemeinderat umfasst aufgrund der Anzahl der Wahlberechtigten insgesamt 19 Mitglieder.
| Partei          | 2022             | 2022             | 2022             | 2017             | 2017             | 2017             | 2012             | 2012             | 2012             | 2007             | 2007             | 2007             | 2002             | 2002             | 2002             | 1997             | 1997             | 1997             |
| Partei          | Sti.             | %                | M.               | Sti.             | %                | M.               | Sti.             | %                | M.               | Sti.             | %                | M.               | Sti.             | %                | M.               | Sti.             | %                | M.               |
| --------------- | ---------------- | ---------------- | ---------------- | ---------------- | ---------------- | ---------------- | ---------------- | ---------------- | ---------------- | ---------------- | ---------------- | ---------------- | ---------------- | ---------------- | ---------------- | ---------------- | ---------------- | ---------------- |
| SPÖ             | 745              | 78,50            | 15               | 703              | 68,99            | 13               | 662              | 64,46            | 12               | 647              | 66,16            | 13               | 547              | 57,58            | 11               | 519              | 60,63            | 12               |
| ÖVP             | 193              | 20,34            | 4                | 257              | 25,22            | 5                | 365              | 35,54            | 7                | 318              | 32,52            | 6                | 384              | 40,42            | 8                | 240              | 28,04            | 5                |
| KLART           | 11               | 1,16             | 0                | nicht kandidiert | nicht kandidiert | nicht kandidiert | nicht kandidiert | nicht kandidiert | nicht kandidiert | nicht kandidiert | nicht kandidiert | nicht kandidiert | nicht kandidiert | nicht kandidiert | nicht kandidiert | nicht kandidiert | nicht kandidiert | nicht kandidiert |
| FPÖ             | nicht kandidiert | nicht kandidiert | nicht kandidiert | 59               | 5,79             | 1                | nicht kandidiert | nicht kandidiert | nicht kandidiert | nicht kandidiert | nicht kandidiert | nicht kandidiert | 19               | 2,00             | 0                | 97               | 11,33            | 2                |
| FBL             | nicht kandidiert | nicht kandidiert | nicht kandidiert | nicht kandidiert | nicht kandidiert | nicht kandidiert | nicht kandidiert | nicht kandidiert | nicht kandidiert | 13               | 1,33             | 0                | nicht kandidiert | nicht kandidiert | nicht kandidiert | nicht kandidiert | nicht kandidiert | nicht kandidiert |
| Wahlberechtigte | 1267             | 1267             | 1267             | 1247             | 1247             | 1247             | 1241             | 1241             | 1241             | 1196             | 1196             | 1196             | 1138             | 1138             | 1138             | 1077             | 1077             | 1077             |
| Wahlbeteiligung | 78,06            | 78,06            | 78,06            | 86,45 %          | 86,45 %          | 86,45 %          | 87,35 %          | 87,35 %          | 87,35 %          | 86,20 %          | 86,20 %          | 86,20 %          | 89,02 %          | 89,02 %          | 89,02 %          | 89,04 %          | 89,04 %          | 89,04 %          |

### Gemeindevorstand
[veraltet]Neben Bürgermeister Bruno Stutzenstein (SPÖ) und Vizebürgermeister Daniel Sommer (SPÖ) gehören weiters die geschäftsführenden Gemeinderäte Dietmar Hollweck (SPÖ), Bettina Koller (SPÖ) und Gisela Moser (ÖVP) dem Gemeindevorstand an.
Zur Gemeindekassierin wurde Bettina Koller (SPÖ) und zum Umweltgemeinderat wurde Helmut Sturm (SPÖ) gewählt.

### Bürgermeister
Bürgermeister ist seit 2002 Bruno Stutzenstein (SPÖ). Bei der Bürgermeisterdirektwahl am 1. Oktober 2017 wurde er mit 71,65 % in seinem Amt bestätigt. Seine Mitbewerber Josef Stibi (ÖVP) und Martin Perl (FPÖ) erhielten 23,47 % bzw. 4,89 %. Aufgrund des großen Vorsprungs der SPÖ stellt diese mit Daniel Sommer auch den Vizebürgermeister.
Bei der Wahl 2022 wurde Bruno Stutzenstein mit 87,76 Prozent der Stimmen im Amt bestätigt.

#### Chronik der Dorfrichter und Bürgermeister
| von  | bis  | Dorfrichter              |
| ---- | ---- | ------------------------ |
| 1558 |      | Egidius Varga            |
| 1715 |      | Michael Glazer           |
| 1726 | 1728 | Adam Pällisch            |
| 1736 | 1745 | Georg Hassler            |
| 1737 | 1761 | Jakob Nagy sen. und jun. |
| 1751 | 1753 | Matthias Rauchmann       |
| 1754 |      | Paul Glazer              |
| 1762 | 1775 | Paul Stix                |
| 1766 | 1769 | Paul Wohlmutz            |
| 1771 |      | Martin Kern              |
| 1772 | 1773 | Matthias Kerstner        |
| 1781 |      | Martin Kath              |
| 1798 | 1800 | Josef Grabner            |
| 1802 |      | Matthias Köppl           |
| 1807 | 1816 | Paul Kath                |

| von  | bis  | Dorfrichter       |
| ---- | ---- | ----------------- |
| 1808 |      | Josef Reßler      |
| 1847 |      | Michael Paur      |
| 1848 |      | Andreas Pinter    |
| 1852 |      | Johann Gnadlinger |
| 1861 | 1862 | Johann Thumberger |
| 1870 |      | Johann Schrödl    |
| 1866 | 1886 | Paul Tremmel      |
| 1889 |      | Stefan Grabner    |
| 1890 | 1894 | Johann Reingruber |
| 1894 | 1899 | Michael Stoiber   |
| 1900 |      | Josef Koth        |
| 1903 | 1908 | Josef Schrödl     |
| 1909 | 1912 | Josef Kallinger   |
| 1912 | 1919 | Michael Horvath   |
| 1920 | 1921 | Josef Stibi       |

| von       | bis       | Bürgermeister |
| --------- | --------- | --- |
| 1921      | 1927      | Josef Koth |
| 1927      | 1931      | Johann Reingruber |
| 1931      | 1935      | Regierungskommissär Knoll (Nachdem sich die Gemeinde beim Ausbau der ersten Hauptschule finanziell übernommen hatte und zahlungsunfähig war) |
| 1935      | 1938      | Stefan Grabner (Dieser bürgte mit einem Teil seines eigenen Vermögens für die Gemeinde und machte diese wieder unabhängig)                   |
| 1938      | 1945      | Paul Fasching |
| 1945      |           | Karl Stoiber (Er beherrschte als ehemaliger Kriegsgefan- gener des Ersten Weltkriegs die russische Sprache)                                  |
| 1945      | 1950      | Karl Schrödl |
| 1950      | 1967      | Karl Wohmuth |
| 1967      | 1979      | Franz Kallinger |
| 1979      | 1982      | Michael Sommer |
| 1982      | 2002      | Rudolf Taschner |
| seit 2002 | seit 2002 | Bruno Stutzenstein (SPÖ) |

### Wappen
|  | Blasonierung: „Ein Tonkrug (regionalsprachlich: Plutzer) und darüber zwei Sonnen, jeweils in Gold auf rotem Schild.“ Das Wappen wurde im Zuge der Ernennung zur Marktgemeinde verliehen (1979) Das Wappen soll als Sinnbild für Energie (Brennen des Tones) und einer blühenden Wirtschaft verstanden werden. Rot und Gold sind auch die Landesfarben des – klimatisch sehr sonnigen – Burgenlands. |

## Persönlichkeiten
- Johann Wohlmuth (1865–1942), Maurer- und Zimmermeister, Politiker
- Heinz Kapaun (1929–2008), Politiker

## Sehenswürdigkeiten

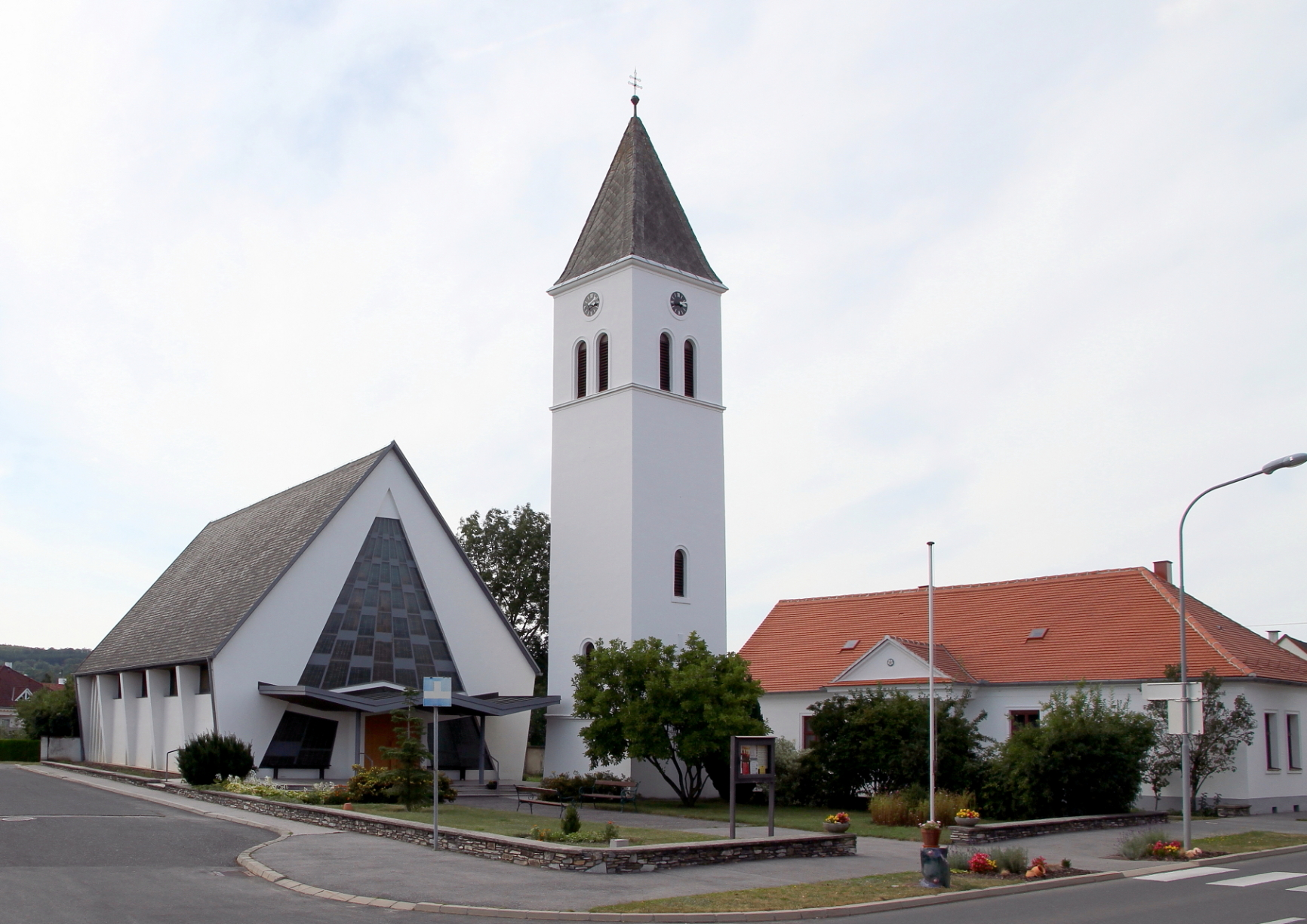
Evangelische Pfarrkirche Stoob, rechts daneben das ehemalige Pfarrhaus
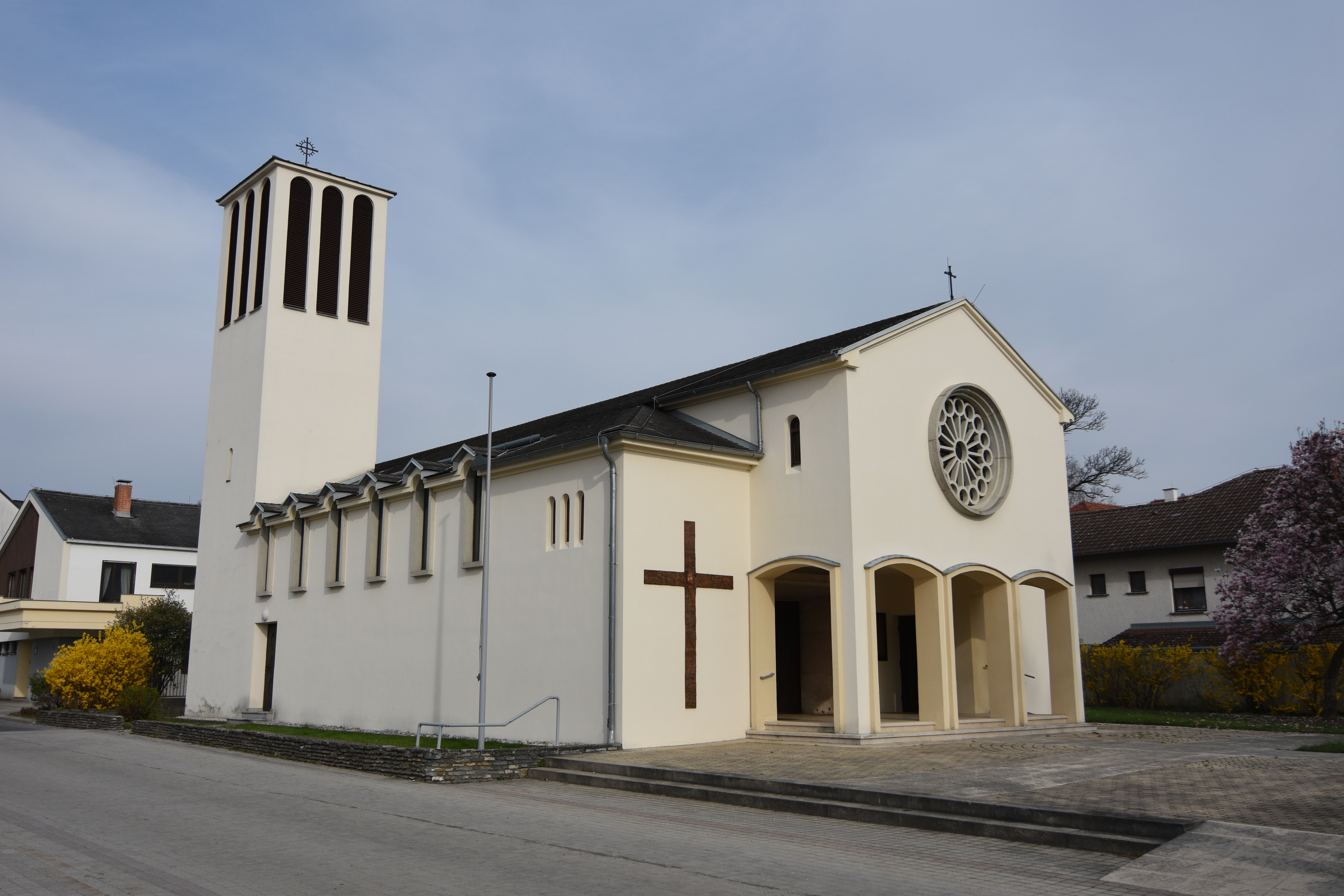
Katholische Pfarrkirche Stoob
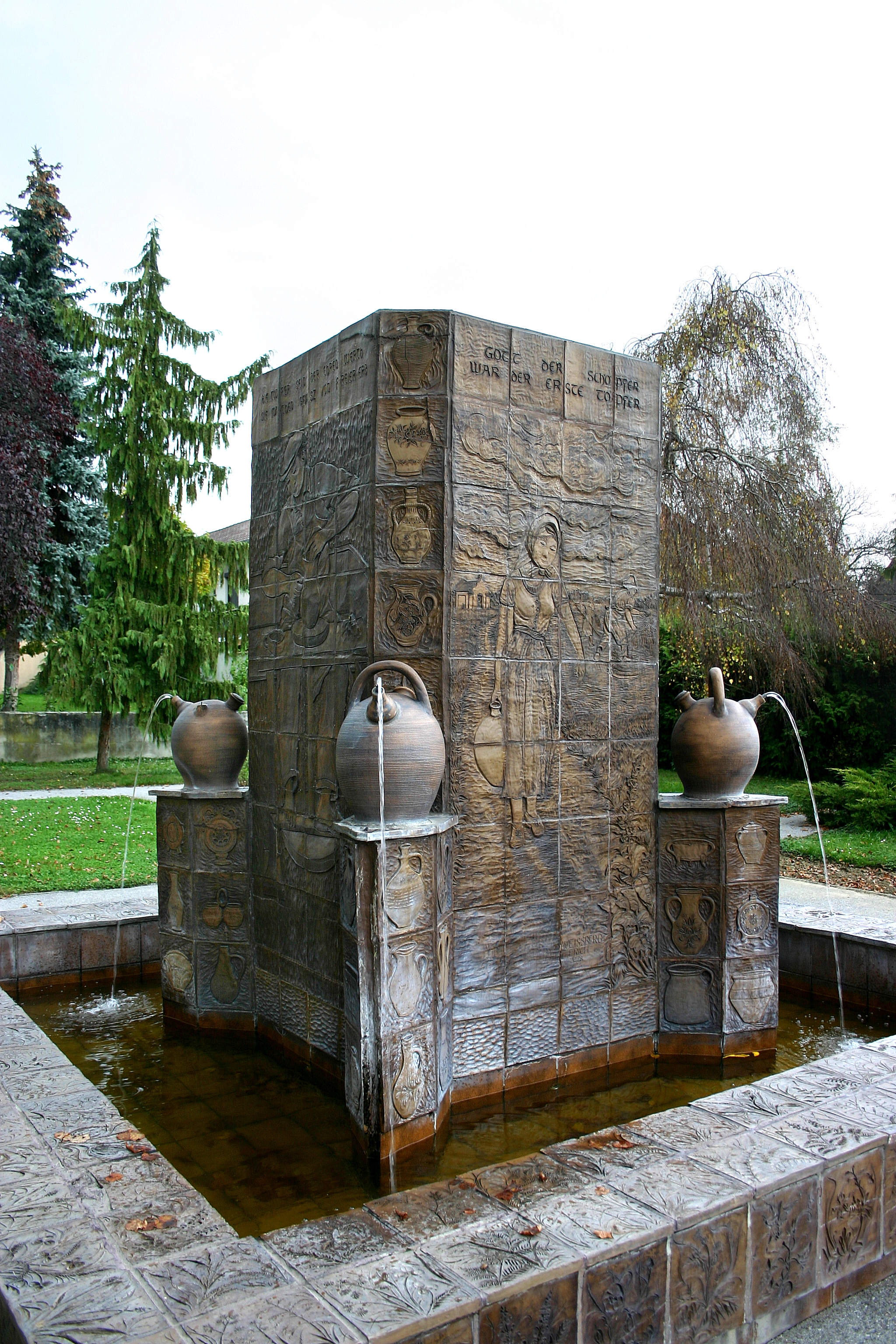
Keramikbrunnen auf dem 1978 neu gestalteten parkartigen Hauptplatz
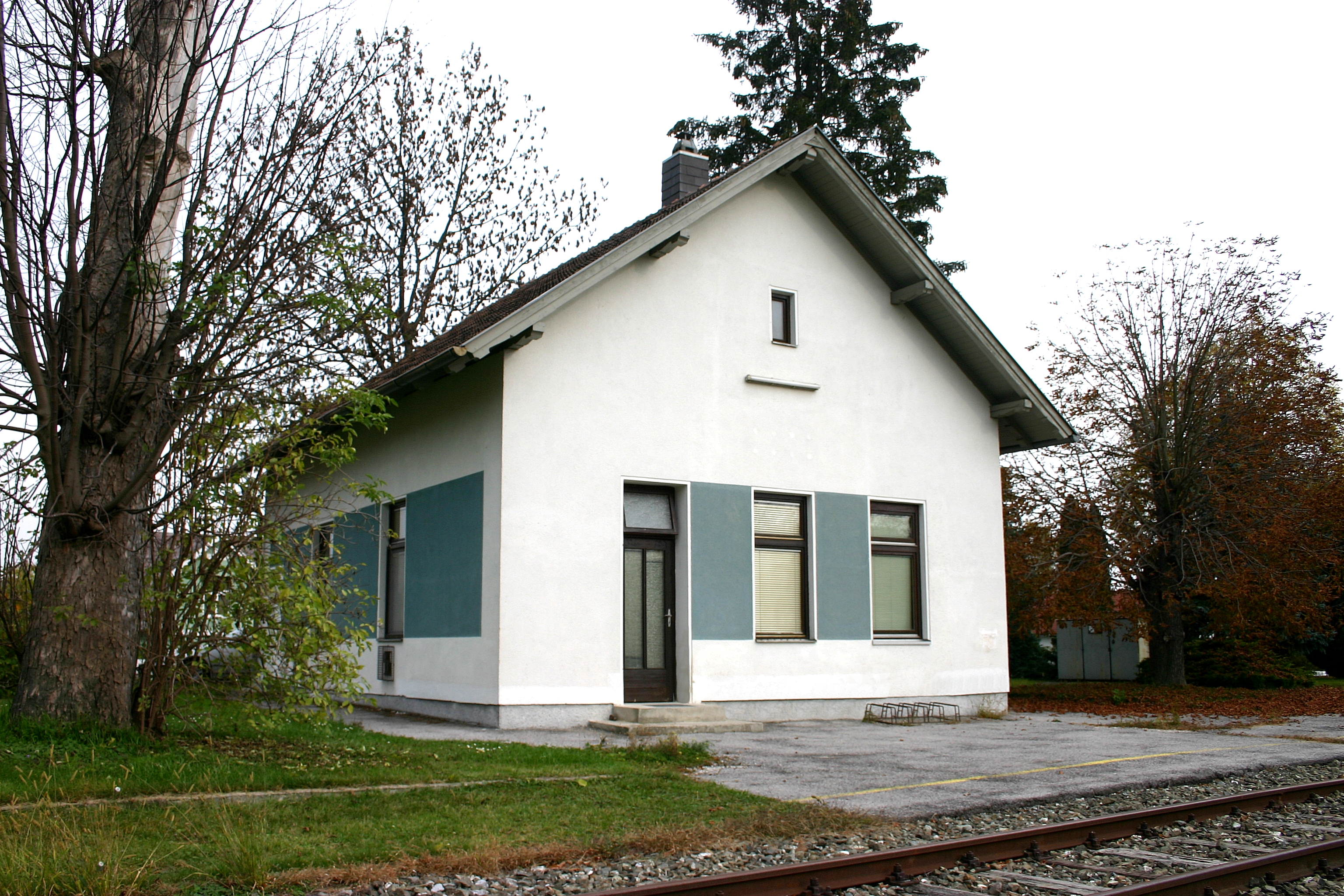
Bahnhofsgebäude der Burgenlandbahn
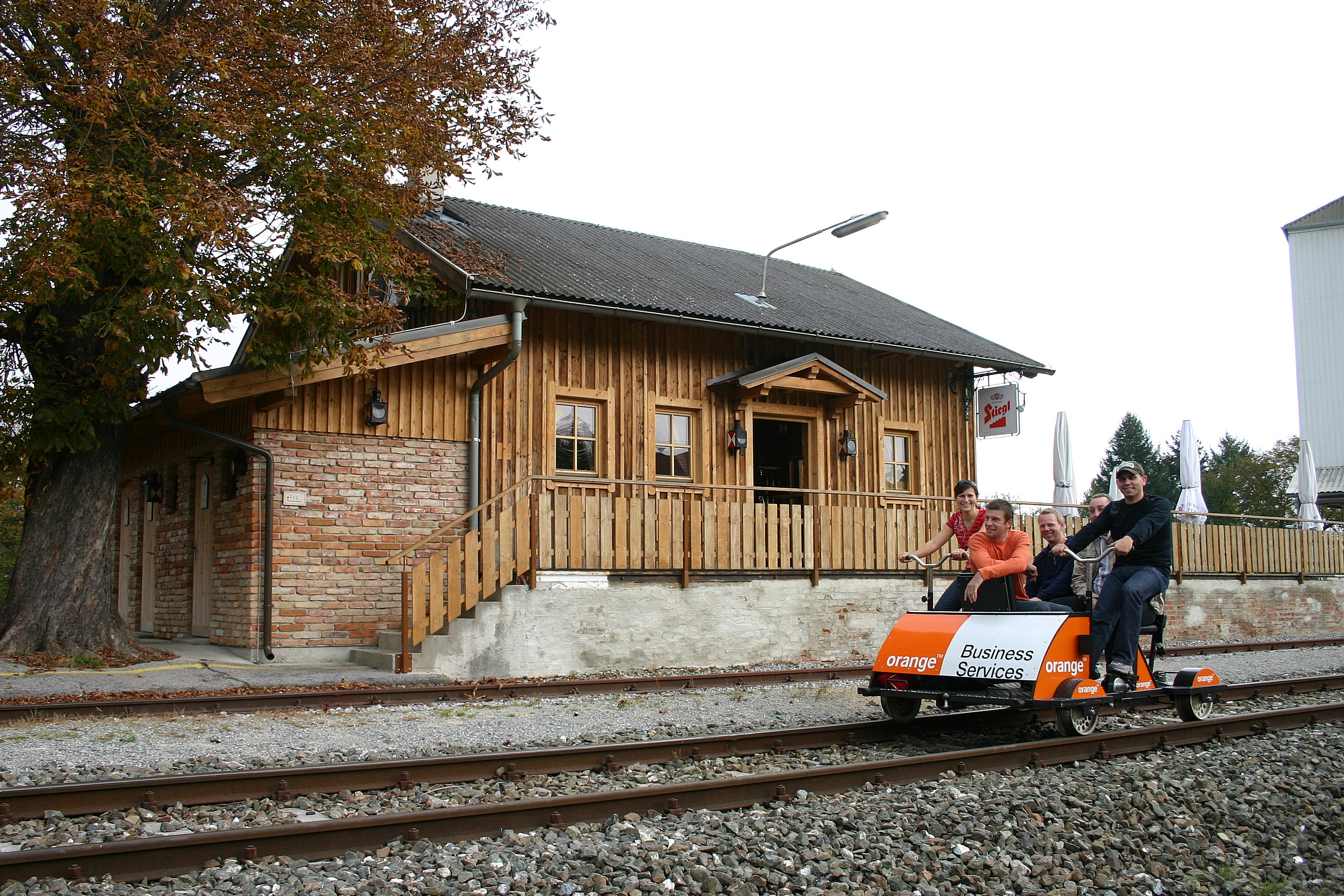
Sonnenland Draisinentour in Stoob. Das ehemalige Magazinsgebäude dient heute als Raststation
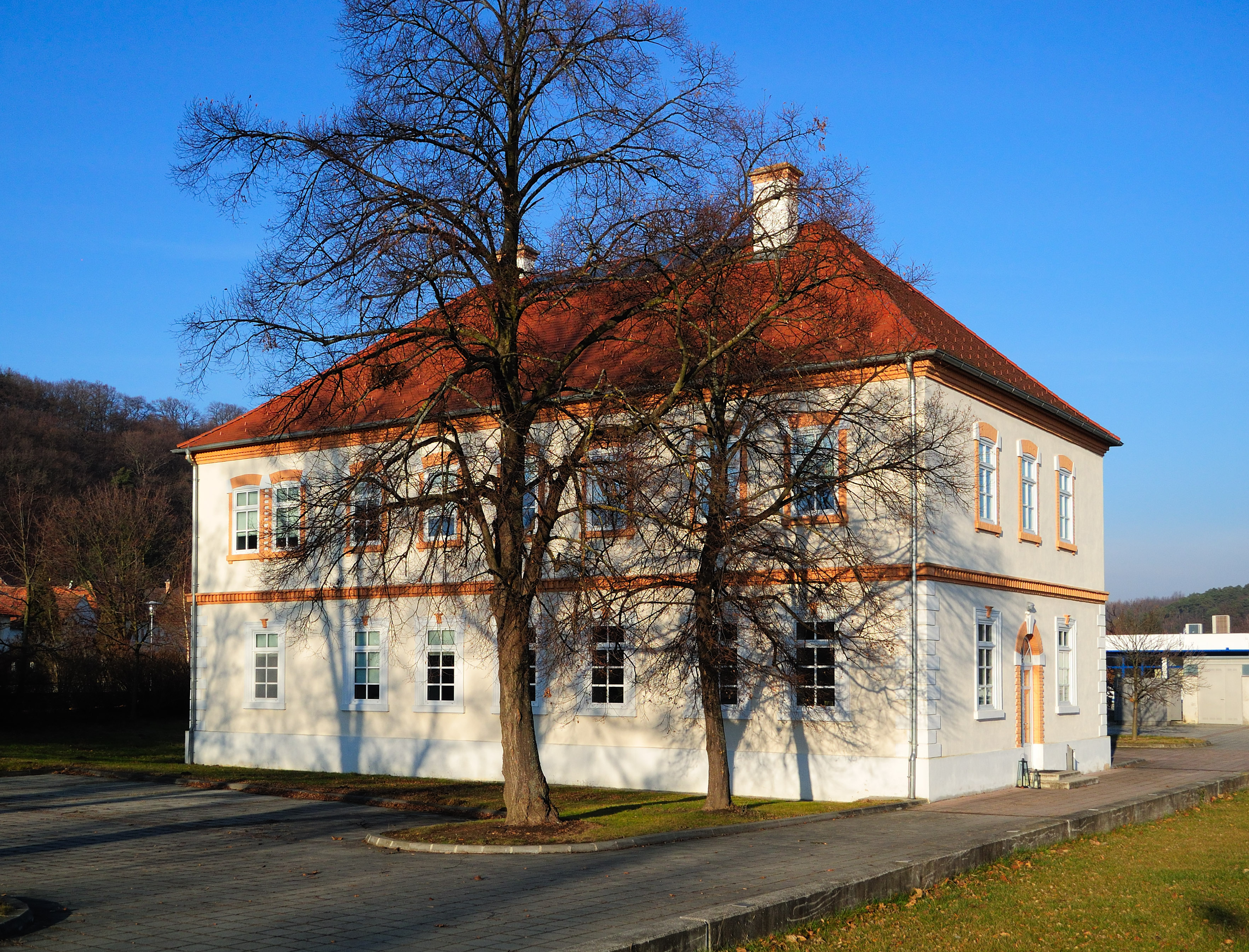
Verwaltungsgebäude der ehem. Esterhazyschen Tonwarenfabrik in Stoob
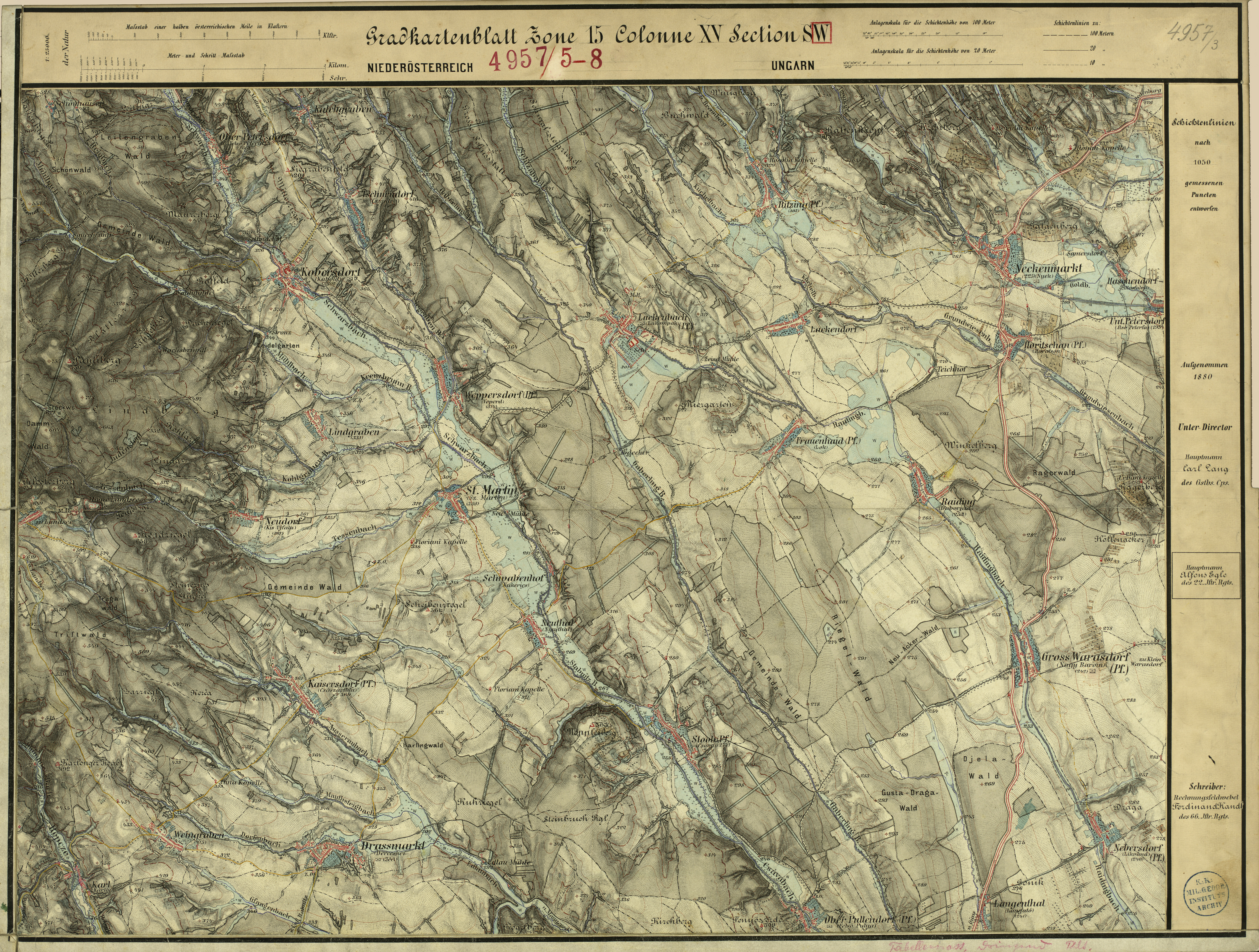
Stoob (Mitte unten) um 1880 (Aufnahmeblatt der Landesaufnahme)
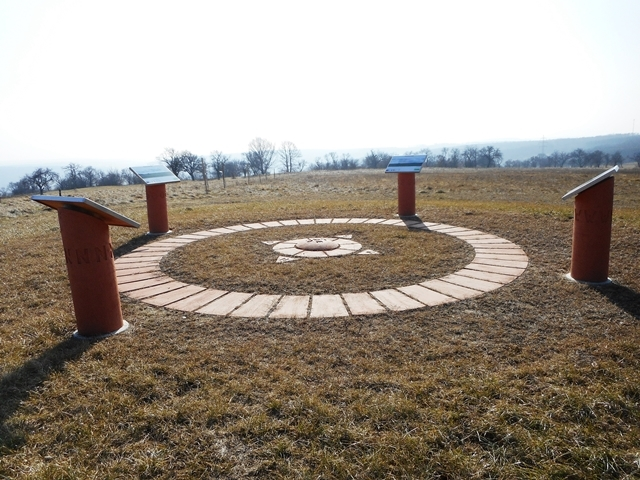
Der höchste Punkt des Noplerbergs im Wandergebiet Biri in Stoob

## Film
- Formen und Figuren – Das Töpferdorf Stoob. Dokumentarfilm, Österreich, 2013, 24:54 Min., Buch und Regie: Walter Reiss, Produktion: ORF, Landesstudio Burgenland, Reihe: Erlebnis Österreich, Erstsendung: 14. April 2013 bei ORF 2, Inhaltsangabe von ORF.